# America’s Best Beaches
America’s Best Beaches ist eine vom US-amerikanischen Geowissenschaftler Stephen Leatherman alias Dr. Beach seit 1991 veröffentlichte Studie der besten Strände der Vereinigten Staaten.

## Bewertung
Leatherman veröffentlicht jährlich am Memorial Day seine Bewertung von etwa 650 Stränden in den Vereinigten Staaten. Für die Bewertung der Strände hat Leatherman einen Katalog von 50 Kriterien zusammengestellt, nach denen er jeden Strand beurteilt. Jedes Kriterium wird anhand einer 5-poligen Ratingskala bewertet, die von „Sehr schlecht“ (1 Punkt) bis zu „Völlig zufrieden“ (5 Punkte) reicht. Die theoretisch erreichbare maximale Punktzahl liegt bei 250 Punkten.
Die Kriterien sind in fünf Gruppen eingeteilt:
- Wasserqualität
- Sandqualität
- Sicherheit
- Qualität der Umgebung
- angebotene Services

Damit die besten Strände nicht mehrere Jahre hintereinander gewinnen, werden die besten Stränden in den 10 folgenden Jahren nicht für das Ranking berücksichtigt.

## Bestplatzierte Strände der Jahre seit 1991
Nachfolgend eine Liste der Strände, die seit 1991 durch Stephen Parker Leatherman zum besten Strand in Amerika gekürt wurden:
- 2021: Hapuna Beach State Park, Hawaii, Hawaii
- 2020: Grayton Beach State Park, Florida
- 2019: Kailua Beach Park, Oahu, Hawaii
- 2018: Kapalua Bay Beach, Maui, Hawaii
- 2017: Siesta Beach, Sarasota, Florida
- 2016: Hanauma Bay Nature Preserve, Oahu, Hawaii
- 2015: Waimanalo Bay Beach Park, Oahu, Hawaii
- 2014: Duke Kahanamoku Beach, Waikiki, Oahu, Hawaii
- 2013: Main Beach, East Hampton, New York
- 2012: Coronado Beach, San Diego, California
- 2011: Siesta Key Beach, Florida
- 2010: Coopers Beach auf Long Island in Southampton, New York
- 2009: Hanalei Bay, Kauai, Hawaii
- 2008: Caladesi Island State Park in Dunedin/Clearwater, Florida
- 2007: Ocracoke Lifeguarded Beach in Outer Banks, North Carolina
- 2006: Fleming Beach Park, Maui, Hawaii
- 2005: Fort DeSoto Park – North Beach in St. Petersburg, Florida
- 2004: Hanauma Bay, Oahu, Hawaii
- 2003: Kaanapali Beach, Maui, Hawaii
- 2002: St. Joseph Peninsula State Park, Florida
- 2001: Poipu Beach, Kauai, Hawaii
- 2000: Kaunaoa Beach, Hawaii, Hawaii
- 1999: Wailea Beach, Maui, Hawaii
- 1998: Kailua Beach Park, Oahu, Hawaii
- 1997: Hulopoe Beach, Lanai, Hawaii
- 1996: Lanikai Beach, Oahu, Hawaii
- 1995: St. Andrews State Park, Florida
- 1994: Grayton Beach State Park, Florida
- 1993: Hapuna Beach, Hawaii, Hawaii
- 1992: Bahia Honda State Park, Florida
- 1991: Kapalua Bay Beach, Maui, Hawaii